# Thaís Helena
Thaís Helena da Silva (Itu, 19 de junho de 1987) é uma futebolista brasileira, que atua como goleira. Em sua carreira, conquistou o vice-campeonato mundial em 2007, a Copa Libertadores de 2015 e a Série A2 do Campeonato Brasileiro em 2022.

## Biografia
Thaís nasceu na cidade de Itu, interior de São Paulo, no dia 19 de junho de 1987. Começou no futebol através do Projeto Pedra Azul. Em 2004, foi contratada pelo Palmeiras, clube pelo qual jogava em campo e salão.
Em 2006, foi campeã do Campeonato Sul-Americano Sub-20 com a Seleção Brasileira e medalhista de bronze no mundial da categoria. No ano seguinte, foi convocada para a Copa do Mundo, competição pela qual foi vice-campeã.
Por clubes, Thaís trabalhou em São José, Ferroviária e São Paulo. Pelos dois últimos, foi campeã da Copa Libertadores e da Brasil Ladies Cup, respectivamente. No ano de 2022, foi contratada pelo Ceará, clube pelo qual conquistou a Série A2 do Campeonato Brasileiro, defendendo duas penalidades na decisão contra o Athletico Paranaense.

## Títulos
Ceará
- Campeonato Brasileiro - Série A2: 2022.[8]

Ferroviária
- Copa Libertadores: 2015.[8]

São Paulo
- Brasil Ladies Cup: 2021.[5]